# 清水義之 (実業家)
清水義之（しみず よしゆき、1932年7月21日 - 2014年5月4日）は、日本の実業家。株式会社十六銀行前代表取締役会長・顧問、前岐阜商工会議所（岐商）会頭、元中部経済連合会（中経連）副会長。

## 来歴

### サラブレッド
父は、後に助役を経て第9代大垣市長（在任1974年～1975年）となる清水正之。前任頭取の高橋順吉は父親の従兄弟。
ちなみに、後に大垣共立銀行頭取となる外村次郎は旧制大垣中学校（現岐阜県立大垣北高等学校）での先輩、同じく後に日銀を経て岐阜銀行頭取となる花田実は、名古屋大学経済学部・塩野谷九十九ゼミの一年先輩にあたる。塩野谷ゼミでは経済学者・飯田経夫と同級生で、飯田は晩年、十六銀行社外監査役に就任する。
1955年、名古屋大学経済学部を卒業し、十六銀行へ入行。ほぼ一貫して本部に在籍し、名古屋支店次長・審査部課長・人事部長。そして支店長（営業部店長）を経験せずに1979年取締役、1980年常務、1982年専務、1983年副頭取に就任。1984年3月、頭取の高橋が腸閉塞で入院し、また78歳と高齢であった（翌年逝去）こともあり、急遽、頭取に就任した。同年9月には岐阜商工会議所会頭にも就任する。

### 期待された経営手腕
父の従兄弟である高橋の下で帝王学を学び、早くから将来を嘱望されていた。地銀業界で”十六に清水あり”と言わしめた頭取候補で、就任時の51歳は当時の地銀業界最年少であった。就任後の長期計画では「預金を現在の1兆3,000億円から1987年3月末までに1兆8,000億円に増やす」と打ち上げ預金獲得競争を推進、当時業界21位だった預金量を1984年9月末には前年比30.9％増の13位（1984年度末は14位）まで躍進させる。
また、当時親密都銀は、第一勧業銀行であったが今後の金融再編を見据え三菱銀行に変更（次期勘定系システムの導入では功を奏した）、1993年には地銀として初めて上海に駐在員事務所を開設。特に、人事畑を歩んだことから、その手腕によって組織の簡素化と積極的な若手登用（1991年時点では取締役平均年齢は53.5歳）を進めた。

### 闘病と保守経営
しかし、就任からわずか8ヵ月後の1984年11月、出張先から帰国した成田空港にて脳梗塞で倒れ、健康を害し日常業務に支障が生じる。入退院を繰り返すも、側近たちの思惑もあり、内外公職は在任を続けた。1986年6月に岐阜商工会議所会頭は退いたが（1991年6月に会頭へ復帰）、頭取職を退任することはなかった。
1990年頃には、健康を回復するもののその後、再び健康不調となり経年ごとに後遺症は悪化していき、公式の場にほとんど姿を見せない状態が続く。例えば新入行員の内定式には出席せず、入行式で挨拶を行っても”病気で倒れて会話が不自由”なために、周囲がその発音・意思表現内容を理解するのは困難であったという。
その間、十六銀行は保守的な経営姿勢に徹することになる。このことが旧東京三菱銀行同様、バブル崩壊後に多額の不良債権を抱え経営危機に陥った岐阜銀行やUFJ銀行などと比較して、結果として健全な財務力と独立経営を維持したとする評価もある。もっとも、これは1991年に日東あられが粉飾決算で倒産した際、融資額55億円の償却を余儀なくされたことから、いわゆる”バブル融資”には懐疑的であった側面もある。ちなみに、当時の同社社長は清水の高校・大学の7年後輩であった。
こうした岐阜金利と称される厳しい融資環境の中での保守的な経営姿勢は、1990年9月期中間決算において、総資金利鞘の逆転（関連会社の投資顧問に委託した株式・特定金銭信託などの運用成績悪化が主因）を招く。
また、1988年5月に岐阜県生産性本部会長就任を手始めに、1991年6月には岐阜商議所会頭・中経連副会長に復帰、財界活動にも意欲を見せていたが、「カネのかかるプロジェクトを推進するには、十六銀行の資金力が頼り」と人物よりも出身企業で選ばれているという冷めた見方や、（人物として）「行動力、政治外交能力、イメージ戦略などは不安がある」との指摘がなされ、商議所の記者会見等は常に副会長が表立って取り仕切ることになる。
マスコミへのインタビューでは、“愛知県内100店舗（当時は40店舗）へ拡大”、“2、3年内にベトナム事務所開設”等の構想を語るなど意欲的な経営姿勢を見せたが、愛知県内店舗増設はかなわず、2006年現在4店舗削減され、海外もベトナム進出はおろかニューヨーク支店・ロンドン駐在員事務所が閉鎖となっている。

### ワンマン体制と側近政治
一方、”行内ではワンマン体制を敷き、周囲から側近が幅をきかせ、自由な議論ができていないなどの指摘”
もあった。特に関連会社に過ぎない十六ディーシーカード社長（岐阜県立本巣高等学校卒・1985年6月取締役庶務部長、1989年6月常務、1991年6月専務、1994年10月十六ディーシーカード社長・十六銀行OB会長）を中心とする側近政治と度重なる経営への介入は、頻繁な役員交代等の人事や、ディーシーカード（16DCカード）の過度なパワーセールスによって、規模が10倍のUFJ銀行（当時）を差し置き、一時は東海財務局管内で金融機関に対する苦情件数が最多となり、業務改善命令の発動が寸前まで検討された。
融資先においても、清水の長女が嫁いだ総合病院・清水が旅行する際の定宿にしている温泉旅館は最盛期には担当支店の融資残高で過半数を占め、清水と親密関係にある大株主の関連会社であるゴルフ場経営会社（2004年に経営破綻）の会員権（正確にはこの会員権を購入するためのゴルフローン）に関しては、バブル崩壊後も2000年頃まで行員・顧客に対して積極的な勧誘を行っていた。また、最盛期にはこの3先で十六銀行の全融資額の1％強を占めるなど、”頭取銘柄”の扱いはコーポレートガバナンス上の問題を抱える。

### 金融当局との軋轢
1999年6月の十六銀行役員改選にて、日銀（京大経卒・日銀静岡支店長、同考査役を経て1983年6月入行、同年常務、1987年6月専務）及び大蔵省（名大院修・大蔵省関東財務局管財第一部長を経て十六リース専務。1988年6月常務東京支店長、1995年6月専務、ちなみに清水とは大学の同級生である）出身専務が退任する。
表向きは“取締役の定年を65歳とする内規を越えた”ことが理由とされた。また日銀・大蔵省より後任を受け入れなかったことで、過去50年間にして初めて”天下り”役員がゼロとなった。しかし、日銀出身専務は、”健康上の問題を抱える清水の代理として内外の公式行事や記者会見に出席するなど十六銀行の「顔」的な存在だった”為、その退任は意外感を持って受け止められた。この人事は、十六に入り十六で育った行員のみ役員とする方針”との評価の反面、“「（清水頭取の）体制固め」と見る関係者も多い。”とも報じられる。
2000年1月、岐阜商工会議所の年頭総会では「6月1日の議員総会で議員の方々の推挙を頂ければ微力ではあるが引き続き全力を尽くしたい」と語り、商議所会頭の続投を表明、これは暗に十六銀行頭取職を引き続きになっていくとの表明であった。
しかし、同年5月、金融監督庁（当時）に委託された東海財務局定期検査の折、不良債権の査定などを巡り当局と銀行側の意見対立が生じたのに加え、「経営トップからのヒアリングも専務が対応し、頭取の考えを直接聞けなかった。頭取が自ら投資家や顧客に説明すべき時代に、経営者の顔が見えないのは困る」との指摘を受ける。
結局、同年6月、頭取職を退き代表権のある会長に就任、株主総会わずか2日前のトップ交代内定であった。頭取退任理由は、『財界活動に専念』が名目であったが、前年の“天下り役員”放逐が、結果として金融当局との軋轢を生じさせ、頭取退任の遠因になったと言われる。事実、”今回の検査で監督庁が十六銀のリスク管理体制の問題を指摘したうえで、清水氏にそれとなく退任を勧めたのでは（地元金融関係者）”とも報道されている。決算取締役会・株主総会では頭取交代には触れず、記者会見でも出席したのは後任指名を受けた小島伸夫だけであった。
一部上場企業における代表者の新旧交代の記者会見は両者が揃って出席するのが一般的である中、記者会見の席上で「何故、清水新会長が出席しないのか？」との皮肉（記者たちは当然、清水の欠席理由が健康問題なのを知っている）が出るのは当然であった。小島は、「本来は会長が会見に出てくるべきだろうが、都合がつかないのでやむを得ない」や「批判は謙虚に受け止め、変えていくべき部分は変え、県内トップの地位を充実、発展させたい」と答えるしかなく、後日の新聞紙上では“十六銀、突然のトップ交代、「ワンマンのひずみ」を露呈？－外部からの目厳しく”や、”十六銀は経営者の顔見えない”と酷評された。

### 院政への目論見
清水から後継指名された小島は、入行以来支店営業が長く、必ずしも頭取として有力視されていたわけではなかった。このため清水が退任をしなければ後に別の候補につなぐとの見方が強かったとされる。当の小島本人も、後継者に指名されて驚き「本当に私でいいのですか」と聞き返したという逸話が残されている。
あえて清水が小島を後継指名したのは、”小島の「腰が低く、割合ざっくばらん」な性格”ならば、清水の院政下へと移行できるとの思惑が側近を中心にあったとされる。先述の記者会見でも、「清水会長の元で、どのような特色を打ち出すか？」との質問が出るなど院政を予想する空気は強かった。もっとも、会見の席上、小島は「清水会長からは、行内のことは自由にやっていいと言われている。私が責任を持って業務を遂行する。会長のワンマン体制との指摘があるが、私なりのやり方で進めたい。」と回答した。
実際に2000年以降、小島主導の下で、当時、地銀連合のモデルケースといわれた名古屋銀行と百五銀行との業務提携（2000年7月）や、A.T.カーニーに委託した組織改革、また行内における役員及び母店長を対象にした合宿の開催、全行員を対象にしたアンケート調査や経営改革に関する論文募集といった意見集約が行われた。こうした施策は、いずれも清水政権下では考えられなかったものであり、”風通しを活発にしよう”とする小島の意向が汲取られた。さらに、岐阜市内を中心に店舗の統廃合や事務集中でコスト削減を進めたほか、東海3県の地方銀行で初めて、単独主幹事として企業向けのシンジケートローンまとめあげた。
清水やその側近が描いていた当初の思惑は、外れることとなるが、2001年11月に岐阜商工会議所会頭に再任（全国商議所の役員改選期統一に伴うもの）され、依然として実力者に変わりが無かった。先述の地銀間の業務提携も以前から検討はされていたものの清水は否定的であったとされ、1999年1月、中日新聞・岐阜新聞にこの提携交渉が報じられているが、当時の広報部門は報道を否定するコメントを出している。また、組織改革でも、たとえば卓球部廃止等の提言は、卓球部に愛着を持つ清水の強い反対にあった。

### 初の赤字決算と退任
2002年7月、十六銀行がサブバンクであった大日本土木が経営破綻する。同社のメインバンクであるUFJ銀行（旧東海銀行）と親会社であった近畿日本鉄道が下したこの破綻処理に対して、十六銀行は全く把握をしておらず、発表の当日、小島にとっては「寝耳に水の話」であり、同社の経営破綻発表の当日は視察先の大垣から急遽本店に引き換えしたほどであった。また、「本業はまずまずだった。査定は難しく『要注意先』から、個別の引当金を積む『破綻懸念先』には移せなかった」こともあり、2002年3月期末における同社向け債権への引当率は2～3％程度に過ぎず、破綻処理には巨額の貸倒損失の計上が必要であった。結果、2003年3月末決算では、同年の日銀考査を考慮し貸倒引当を保守的に引き当てるなどあえて損失を前倒しにした側面もあるものの、当期損失332億円を計上、終戦直後の新旧勘定分離による赤字決算を別にすると、事実上初の赤字決算を余儀なくされた。
戦後最大の危機の中、これに伴い行員の賞与水準も管理職で20％、その他の職員で10～15％程度削減され、これ以降、行内に於ける清水の求心力は急速に失われることになる。専務時代に小島は、経営破綻した長銀・日債銀両行の最後の頭取らの逮捕に関して「チャンスで犠飛ひとつ打てなかった選手はおとがめなしで、最後の打者だけ責められている。時効の壁はあるにしろ、最後のトップだけ逮捕されるのは気の毒だね」と語っていたが、前任者・清水に対して経営責任の明確化を求めるようになっていく。
こうした中、2004年10月には任期満了に伴い岐阜商工会議所会頭を退任、同年、長年にわたり側近政治の象徴であった十六ディーシーカード社長も退任となった（当初、十六ディーシーカード社長は、それまで設置されていなかった同社会長職に就任することで引き続き影響力の保持を図ったが、小島に一蹴されている）。そして、2005年6月、再び金融庁に委託された東海財務局定期検査の折、代表取締役会長から一気に役員でない顧問に退いた（清水の退任と同時に、母店支店長ら側近役員も退任となっている）。なお同年4月2日に、清水の母・栄が逝去（享年93）している。
代表取締役在任は実に21年に及んだが、ワンマン体制で側近政治を許す経営手腕への疑義は公然の秘密であった。また、任期の大半は病魔に悩まされ、末期には意思疎通が困難であったと言う。なお、岐阜商議所会頭退任時も十六銀行会長退任時も、記者会見等で公に出てくることは無かった。

### 死去
2014年5月4日午前2時9分、多臓器不全のため岐阜県羽島郡笠松町の松波総合病院で死去。81歳没。

## エピソード
岐阜県内の官民問わず多くの役職を兼任していたため、1997年には週刊朝日で、”日本で一番所得が多い銀行頭取”（注：都銀を含む）と評された事がある。その実、岐阜県民ふれあい会館にて、昼食がてら”ビールとケーキ”を食べるのが日課であった。
芸能人との交際に破れたと報じられた実娘が、フライデー誌にヌード写真を掲載した際には、十六銀行の各部署を動員して、岐阜県中（じゅう）の同誌が買い占められた。また、大垣市内に自宅があったが、冬季の大雪時には最寄の大垣北支店行員に雪掻きをさせるなど、公私混同が目立っていた。
行内の名古屋大学出身者の集まりは、「名清会」と呼ばれた。当然ながら、本来の名古屋大学同窓会はそのような名称ではなく 、由来は名大の”名”と清水の”清”である。清水を頂点とする名大閥の牙城として機能したものの、年に一度ある総会の案内状は、若手行員から「赤紙」と蔑称されていた。なお、清水の取締役退任の年以降、2007年現在までその会合は中止されている。